# 布兰迪科
布兰迪科（義大利語：Brandico），是意大利布雷西亚省的一个市镇。总面积8平方公里，人口1651人，人口密度206.4人/平方公里（2009年）。国家统计（ISTAT）代码为017026。